# Vytenis Andriukaitis
Vytenis Povilas Andriukaitis (* 9. srpna 1951 Kjusjur, Sacha) je litevský lékař a politik. 
Narodil se na Sibiři, kam byli jeho rodiče deportováni po sovětské okupaci Litvy. V roce 1957 bylo rodině dovoleno vrátit se do vlasti. Usadili se v Kaunasu, kde Andriukaitis vystudoval střední školu, pak vystudoval medicínu na Kaunaské lékařské univerzitě a historii na Vilniuské univerzitě. Od roku 1985 pracoval jako kardiochirurg. Lékařskou praxi vykonával do roku 1993, kdy se plně zaměřil na politiku. 
Byl aktivní v disentu a navštěvoval tajné přednášky. V období perestrojky působil v hnutí Sąjūdis a byl zakládajícím členem Litevské sociálnědemokratické strany. V roce 1990 byl zvolen poslancem Nejvyššího sovětu Litevské SSR, kde pracoval ve výboru pro zdravotnictví. Hlasoval pro Zákon o obnovení nezávislosti Litvy a byl spoluautorem litevské ústavy. V letech 1999 až 2011 byl předsedou sociálnědemokratické strany. V letech 2001 až 2004 byl místopředsedou parlamentu. Působil také v městském zastupitelstvu Vilniusu, v Baltském shormáždění a v Konventu o budoucnosti Evropy
V letech 2012 až 2014 byl ministrem zdravotnictví ve vládě Algirdase Butkevičiuse.  
Roku 2014 se stal komisařem pro zdravotnictví v Junckerově komisi. Neúspěšně kandidoval na prezidenta v letech 1998, 2003 a 2019. Od roku 2020 je pověřencem Světové zdravotnické organizace pro evropské regiony.